# Paota fultaria
Paota fultaria là một loài bướm đêm trong họ Geometridae.